# 里薩 (挪威)
里薩（挪威語：Rissa）是挪威原南特伦德拉格郡的市镇，存在於1860年至2018年間。2018年1月1日其与临近莱克斯维克市镇合并为内福森市镇，并隶属于新合并的特伦德拉格郡。